# I-73
I-73 – japoński okręt podwodny typu KD6A zatopiony 27 stycznia 1942 roku przez amerykański okręt podwodny typu Tambor USS Gudgeon (SS-211). Budowę okrętu rozpoczęto 5 kwietnia 1934 roku w stoczni Kawasaki Zōsen w Kure, gdzie jednostkę zwodowano 20 czerwca 1935 roku. Budowę okrętu ukończono 7 stycznia 1937 roku i przydzielono do 20 dywizjonu okrętów podwodnych.
7 grudnia 1941 roku, w momencie japońskiego ataku na Pearl Harbor, I-73 znajdował się na południe od wyspy Oʻahu, gdzie jego zadaniem było atakowanie jednostek wypływających z amerykańskiej bazy morskiej na Hawajach. 17 grudnia opuścił wyznaczony rejon patrolu, udając się w kierunku amerykańskich wysp Johnston, aby po ich ostrzale udać się do japońskiej bazy w Kwajalein na wyspach Marshalla. Po wypłynięciu z Kwajalein, 12 stycznia 1943 roku, okręt był precyzyjnie śledzony za pomocą nasłuchu radiowego, prowadzonego przez pracującą na Hawajach jednostkę nasłuchu radiowego i dekryptażu Hypo.  Na podstawie przechwyconych informacji radiowych, Hypo ustaliła prędkość i przypuszczalną trasę japońskiego okrętu, wyznaczając przewidywane miejsce przechwycenia, dla amerykańskiego okrętu USS Gudgeon (SS-211).
26 stycznia, powracający z pierwszego amerykańskiego wojennego patrolu na wodach japońskich Gudgeon, odebrał rozkaz przechwycenia japońskiego okrętu, a następnego dnia wykrył samą jednostkę po czym zatopił ją trzema torpedami. Z powodu utraty trymu, amerykański okręt nie mógł potwierdzić zatopienia jednostki, toteż I-73 został pierwotnie zgłoszony jako uszkodzony. Dalszy nasłuch Hypo, potwierdził jednak zatopienie jednostki